# Rudnîkî, Sneatîn
Rudnîkî (în ucraineană Рудники) este o comună în raionul Sneatîn, regiunea Ivano-Frankivsk, Ucraina, formată numai din satul de reședință.

## Demografie
Componența lingvistică a comunei Rudnîkî
     Ucraineană (99,86%)
Conform recensământului din 2001, majoritatea populației comunei Rudnîkî era vorbitoare de ucraineană (99,86%), existând în minoritate și vorbitori de alte limbi.